# Leptogium poliophaeum
Leptogium poliophaeum är en lavart som beskrevs av Verdon. Leptogium poliophaeum ingår i släktet Leptogium och familjen Collemataceae.   Inga underarter finns listade i Catalogue of Life.